# Североамериканская футбольная лига
Североамериканская футбольная лига (англ. North American Soccer League, NASL) — бывшая футбольная лига, в которой участвовали клубы из США, Канады и Пуэрто-Рико с 2009 по 2017 год.  Официально была санкционирована Федерацией футбола США, как второй уровень футбольных лиг в США после лиги MLS.
Розыгрыш сезона 2017 года является последним. В начале сентября 2017 года лиге было отказано в статусе лиги второго уровня системы лиг США в связи с несоответствием требованиям. 19 сентября 2017 года лига подала иск против федерации футбола США, ссылаясь на антимонопольные нарушения, связанные с изменением требований санкционирования. Решение о подаче иска не было единогласным, его не поддержали «Эдмонтон» и «Норт Каролина». 4 ноября 2017 года окружной суд восточного округа Нью-Йорк отклонил иск, а 23 февраля 2018 года апелляционный суд США отклонил апелляцию лиги. В связи с этим лига объявила об отмене сезона 2018 и запланировала возвращение в сезоне 2020. Клубы-участники стали переходить в другие лиги США и в ноябре 2018 года два из четырёх оставшихся клуба объявили о выходе из лиги, таким образом, лига фактически прекратила своё существование.

## Формат соревнования
В сезоне 2015 принимают участие 11 команд. Сезон разбит на два коротких турнира, Весна (апрель-июнь) и Осень (июль-ноябрь), наподобие турнирам Апертура и Клаусура в чемпионатах стран Латинской Америки. В турнире Весна все команды проводят десять матчей (по одному с каждым соперником), а в турнире Осень двадцать (по два с каждым соперником). Победители турниров Весна и Осень присоединяются к двум последующим лучшим командам, набравшим в совокупности наибольшее количество очков в обоих турнирах. Эти четыре команды разыгрывают турнир плей-офф, носящий название Чемпионшип (The Championship), состоящий из двух полуфиналов и финального матча, называющегося Соккер Боул (Soccer Bowl), в котором определяется чемпион года.

### История формата соревнования
По окончании сезона 2012 года в лиге участвовало восемь клубов.  Регулярный чемпионат проходил с апреля по конец сентября.  Каждая команда проводила 28 матчей (14 дома и 14 на выезде), встречавшись с каждым соперником по четыре раза.  Лучшие шесть команд вышли в турнир плей-офф, проходивший с конца сентября по конец октября.  Команды с третьего по шестое место встречались в одиночных матчах в четвертьфиналах, победители которых присоединились в полуфиналах к командам занявшим первое и второе места.  Полуфиналы и финал за звание чемпиона лиги состояли из двух матчей.  
Начиная с 2013 года сезон лиги разбит на два коротких турнира, Весна и Осень, наподобие турнирам Апертура и Клаусура в чемпионатах стран Латинской Америки. В турнире Весна 2013 принимали участие 7 команд и каждая проводила 12 матчей.  В турнире Осень 2013 участвовало 8 команд и каждая проводила 14 матчей. В 2014 году принимало участие 10 команд, а в 2015 и 2016 годах — одиннадцать. В последнем сезоне 2017 года число участников сократилось вновь до 8 команд. В 2017 году лиге отказали в предоставлении профессионального статуса и проведение первенства в сезоне 2018 было отменено.

## Переход между дивизионами
Как и в других североамериканских спортивных лигах, в NASL отсутствует практика выбывания в низшую лигу или выхода в высшую лигу.
Тем не менее команды могут переходить из нижних дивизионов в более высокие на основании договоренностей между конкретными клубами и лигой.  К примеру, клуб «Монреаль Импакт», занявший предпоследнее 7-е место по результатам основного сезона Североамериканской футбольной лиги в 2011 году, вступил в 2012 году в MLS, высший дивизион профессионального североамериканского футбола. Договоренности об этом были достигнуты ещё до начала сезона 2011 года и результаты самого сезона на переход никак не повлияли.